# 新阳镇 (乾县)
新阳镇，是中华人民共和国陕西省咸陽市乾县下辖的一个乡镇级行政单位。

## 行政区划
新阳镇下辖以下地区：
三合村、咸阳村、化家村、王村、邵剡村、三关村、潘荔村、白塔村、三星村、善化寺村、周张坡村和郭村。